# Skogsnäs
Skogsnäs är en kooperativ by med dryga femtiotalet vuxna individer, nära Imnäs, cirka 10 km ost-nordost från Ramsele i Sollefteå kommun. Detta sociokulturella experiment startades 1973 under "gröna vågen", med målsättning att leva ett alternativt liv, socialt, kulturellt, arkitektoniskt, miljömässigt.
Här bor textilkonstnären Sarah Mårskog, skapare av scenkläder till Roger Pontare, Neil Young och Stefan Sundström.

## Skogsnäs skola
Skogsnäs skola fanns mellan 1979 och 2010 och var en friskola, vilken drevs av elevernas föräldrar tillsammans med lärarna. 2022 öppnade skolhuset upp åter med pedagogisk omsorg för barn 1-6 år under namnet "Skogis".

## Verksamhet
På Skogsnäs finns olika entreprenader, firmor och hantverkare som tillverkar allt från timmer till smiderier. Det finns bland annat:
- Kulturhus
- Pedagogisk omsorg för barn
- Teater [3]
- Snickeri
- Jurtaverkstad
- Familjebehandling
- Hantverksutbildning
- Syverkstad
- Såg
- Småskaligt jordbruk
- Glaskonstnär
- Hotell- och konferensanläggning[4]

## Skogsnäs kulturhus
Här hålls konserter, fester, workshops och teater med mera.
Band som spelat här är bland andra Vincent, Neil Young band, Stefan Sundström, Eldkvarn, Eric Bibb, Louise Hoffsten, Diego Jah och Doktor Kosmos.